# Ліпідна емульсія

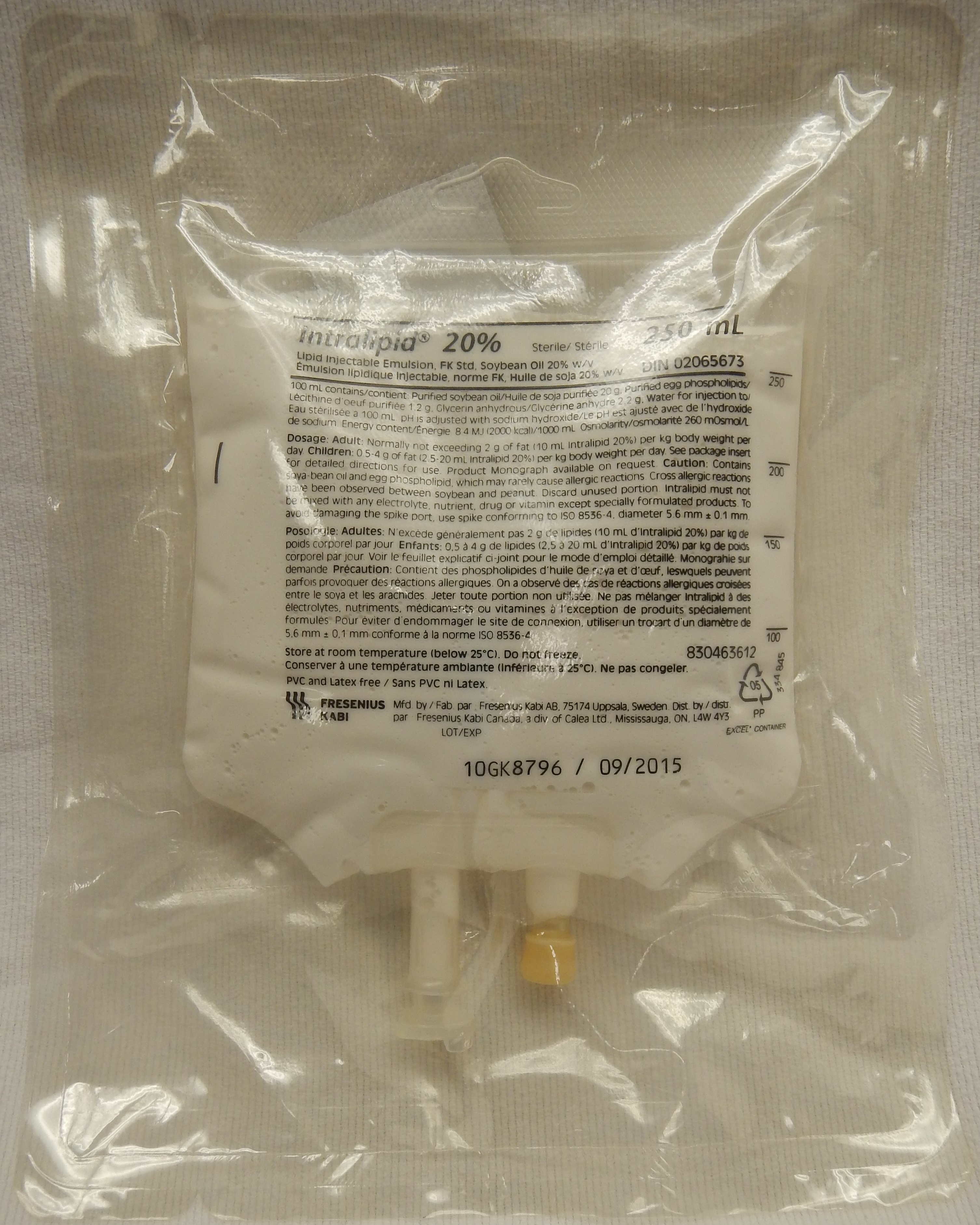
Ліпідна емульсія (Інтраліпід) 20 %

Ліпідна емульсія або жирова емульсія відноситься до емульсії жиру для внутрішньовенного введення, при постачанні поживних речовин критично хворим пацієнтам, які не можуть споживати їжу. Її часто називають Інтраліпід (Intralipid, найпоширеніша версія торгової марки), яка є емульсією, що містить соєву олію, яєчні фосфоліпіди та гліцерин і доступна в концентраціях 10 %, 20 % і 30 %. 30 % концентрація не схвалена для прямої внутрішньовенної інфузії, але її слід змішувати з амінокислотами та декстрозою як частину загальної поживної суміші.

## Медичне використання

### Харчування
Інтраліпід та інші збалансовані ліпідні емульсії містять незамінні жирні кислоти, лінолеву кислоту (ЛА, LA), омега-6 жирну кислоту, альфа-ліноленову кислоту (АЛА, ALA), омега-3 жирну кислоту. Емульсія використовується як компонент внутрішньовенного харчування для людей, які не можуть отримати харчування за допомогою пероральної дієти. Ці поживні речовини поєднуються з наміром введення парентерального харчування, де поживні речовини доставляються альтернативним шляхом, окрім шлунково-кишкового тракту.

### Токсичність місцевих анестетиків
Емульсії ліпідів ефективні в лікуванні експериментальних моделей важкої кардіотоксичності внаслідок внутрішньовенного передозування місцевих анестетиків, таких як бупівакаїн.
Вони були ефективними у людей, які не реагували на звичайні методи реанімації. Згодом їх використовували не за призначенням — для лікування передозування іншими жиророзчинними препаратами.

### Транспортний засіб для інших ліків
Пропофол розчиняють у ліпідній емульсії для внутрішньовенного введення. Іноді етомідат (звичайним носієм для етомідату є пропіленгліколь) постачають із використанням ліпідної емульсії як носія. Розробляється можливість ліпідних емульсій як альтернативного середовища доставляння ліків.

## Історія
Жирові емульсії для внутрішньовенного введення використовувалися експериментально принаймні з XIX століття. Ранній продукт, який вийшов на ринок у 1957 році під назвою Ліпомул (Lipomul), недовго використовувався в Сполучених Штатах, але згодом був вилучений через побічні ефекти.
Інтраліпід був винайдений шведським лікарем і дослідником харчування Арвідом Ретліндом і був схвалений для клінічного використання в Швеції в 1962 році. У Сполучених Штатах Управління з харчових продуктів і медикаментів спочатку відмовилося схвалити продукт через попередній досвід використання іншої жирової емульсії. Його схвалили лише в 1972 році.

## Дослідження
Інтраліпід також широко використовується в оптичних експериментах для моделювання властивостей розсіювання біологічних тканин. Можна приготувати розчини відповідних концентрацій Інтраліпіду, які точно імітують реакцію тканин людини або тварин на світло в довжинах хвиль у червоному та інфрачервоному діапазонах, де тканина сильно розсіює, але має досить низький коефіцієнт поглинання.

### Кардіопротекторний засіб
Наразі Інтраліпід вивчається на предмет його можливого використання як кардіопротекторного засобу, зокрема для лікування ішемічного  реперфузійного ушкодження. Швидке відновлення кровопостачання міокарда має вирішальне значення для збереження ішемічного серця, але воно також може спричинити пошкодження через окислювальне пошкодження (через активні форми кисню, АФК) та перевантаження кальцієм. Пошкодження міокарда з відновленням кровотоку після ішемічної події називається «реперфузійним пошкодженням».
Перехідна пора мітохондріальної проникності (пПМП, mPTP) зазвичай закрита під час ішемії, але перевантаження кальцієм і збільшення активних форм кисню (АФК, ROS) з реперфузією відкривають пПМП, дозволяючи іонам водню текти з мітохондріального матриксу в цитозоль. Потік водню порушує мембранний потенціал мітохондрій і призводить до набряку мітохондрій, розриву зовнішньої мембрани та вивільнення проапоптичних факторів. Ці зміни погіршують виробництво мітохондріальної енергії та викликають апоптоз серцевих міоцитів.
Інтраліпід (5 мл/кг), введений за п'ять хвилин до реперфузії, затримує відкриття пПМП на моделях щурів in vivo, що робить його потенційним кардіопротекторним засобом Лу та ін. (2014) виявлено, що кардіопротекторний аспект інтраліпіду ініціюється накопиченням ацилкарнітинів у мітохондріях і включає інгібування ланцюга транспорту електронів, збільшення продукції АФК під час ранньої (3 хв) реперфузії, і активації шляху реперфузійного пошкодження сальваж-кінази (РПСК, RISK). Мітохондріальне накопичення ацилкарнітинів (головним чином пальмітоіл-карнітину) пригнічує ланцюг транспортування електронів у комплексі IV, утворюючи захисні АФК. Вплив АФК чутливий як до «місця», так і до «часу», що означає, що обидва зрештою визначатимуть, чи є АФК корисним чи шкідливим. Згенеровані АФК, які утворюються з електронів, що витікають з ланцюга транспортування електронів мітохондрій, спочатку діють безпосередньо на пПМП, щоб обмежити відкриття. Потім АФК активують сигнальні шляхи, які діють на мітохондрії, щоб зменшити відкриття пПМП і забезпечити захист. Активація шляху РПСК за допомогою АФК збільшує фосфорилювання інших шляхів, таких як шляхи фосфатидилінозитол 3-кінази/Akt і позаклітинно-регульованої кінази (ПРК, ERK), обидва з яких знаходяться в пулах, локалізованих у мітохондріях. Шляхи Akt і ПРК зближуються, щоб змінити активність глікогенсинтази кінази-3 бета (GSK-3β). Зокрема, Akt і ПРК фосфорилюють GSK-3β, інактивуючи фермент і пригнічуючи відкриття пПМП. Механізм, за допомогою якого GSK-3β пригнічує відкриття пПМП, є суперечливим. Нісіхара та ін. (2007) припустив, що це досягається шляхом взаємодії GSK-3β з субодиницею ANT пПМП, пригнічуючи взаємодію Cyp-D–ANT, що призводить до нездатності пПМП відкритися.
У дослідженні Рахман та ін. (2011) Було виявлено, що серця щурів, оброблених інтраліпідом, потребують більше кальцію для відкриття пПМП під час ішемії-реперфузії. Таким чином, кардіоміоцити краще переносять перевантаження кальцієм і підвищують поріг для відкриття пПМП з додаванням Інтраліпіду.